# Systoechus horridus
Systoechus horridus är en tvåvingeart som beskrevs av David John Greathead 1980.
Systoechus horridus ingår i släktet Systoechus och familjen svävflugor. Inga underarter finns listade i Catalogue of Life.